# Bestseller
Bestseller (z anglického the best sell, doslova „nejlépe prodejné“) označuje knihu, která se stala velmi populární a která jde dobře na odbyt. V běžném kontextu označení bestseller nepředstavuje nějakou přesně definovanou úroveň prodeje, ani žádnou předpokládanou, nebo skutečnou odbornou, nebo literární kvalitu. Jednoduše označuje knihu populární, stejně tak jako slovo hit nebo šlágr označuje úspěšnou hudební skladbu.
Hranice počtu prodaných výtisků pro dosažení označení knihy jako bestseller se trvale snižuje. V Česku se v současné době (2011) za bestseller obvykle považuje kniha, které se prodalo více než 10 tisíc výtisků. Dříve bylo k dosažení označení bestseller nutné prodat několik desítek tisíc výtisků (30 tisíc a více).
Označení bestseller se obyčejně využívá v marketingu.